# Natalia Szcześniak
Natalia Szcześniak – polska architektka prowadząca działalność popularyzatorską.

## Życiorys
Ukończyła studia architektoniczno-urbanistyczne na Politechnice Warszawskiej, była także studentką Akademii Sztuk Pięknych w Warszawie na kierunku scenografia.
Od 2013 roku wraz z Radosławem Gajdą prowadzi wideoblog Architecture is a good idea w serwisie YouTube. W 2018 ukazała się ich książka Archistorie. Jak odkrywać przestrzeń miast?. Natalia Szcześniak wydała też, działając pod firmą Natalia Szcześniak Dobre Pomysły, książkę Gajdy Cztery wymiary architektury (2021).
Podczas festiwalu architektonicznego Westival 2017, który odbył się w szczecińskiej Starej Rzeźni, Szcześniak i Gajda pełnili rolę kuratorów wydarzenia.
Zasiadała w jury konkursu Bryła Roku 2017.

## Nagrody i wyróżnienia
W plebiscycie Osobowości 25-lecia magazynu Architektura-Murator zajęła II miejsce w kategorii „Promocja i popularyzacja architektury” (wyprzedził ją Radosław Gajda).
Była nominowana do tytułu Warszawianka Roku 2018.
W 2023 została odznaczona Złotym Krzyżem Zasługi.